# Zatîșne, Lenine
Zatîșne (în ucraineană Затишне) este un sat în comuna Ciîstopillea din raionul Lenine, Republica Autonomă Crimeea, Ucraina.

## Demografie
Componența lingvistică a localității Zatîșne
     Rusă (46,38%)
     Tătară crimeeană (41,06%)
     Ucraineană (10,14%)
     Belarusă (1,93%)
     Alte limbi (0,48%)
Conform recensământului din 2001, nu exista o limbă vorbită de majoritatea populației, aceasta fiind compusă din vorbitori de rusă (46,38%), tătară crimeeană (41,06%), ucraineană (10,14%) și belarusă (1,93%).